# Dalekie-Tartak
Dalekie-Tartak – osada w Polsce położona w województwie mazowieckim, w powiecie wyszkowskim, w gminie Brańszczyk. Ma status sołectwa. Leży w sercu Puszczy Białej.
W latach 1975–1998 miejscowość administracyjnie należała do województwa ostrołęckiego.
We wsi stacja na linii kolejowej Tłuszcz-Ostrołęka o nazwie Dalekie. Szosa Białebłoto-Pułtusk. Baza wypadowa dla turystyki: od stacji prowadzą znakowane szlaki turystyczne. Niedaleko osuszone bagno Pulwy, a nieco dalej – rzeka Narew.
Na dzień 31 grudnia 2013 roku sołectwo liczyło 314 mieszkańców zameldowanych na pobyt stały.
Wierni Kościoła rzymskokatolickiego należą do parafii św. Teresy od Dzieciątka Jezus w Porządziu.